# Waldfriedhof de Munique
O Waldfriedhof (literalmente cemitério no bosque) em Munique é o primeiro cemitério deste tipo na Alemanha e o maior cemitério de Munique, capital do estado da Baviera. Está localizado no distrito de Großhadern. É designado como área de conservação LSG-00120.16.

## Parte antiga
A concepção de um cemitério sem rígidas formas geométricas foi desenvolvida pelo arquiteto Hans Grässel. Em 1905 começaram as obras no antigo Hochwaldforst do Castelo de Fürstenried. Em 1907 a parte antiga do Waldfriedhofs tinha 35 mil sepulturas disponíveis. Atualmente o Waldfriedhof tem 59 mil sepulturas em uma área de 170 hectares.

## Parte nova
De 1963 a 1966 o cemitério foi complementado com uma nova parte contendo 24 mil sepulturas. Um monumento é dedicado às 100.000 pessoas que morreram depois da tomada de Königsberg pelo Exército Vermelho no fim da Segunda Guerra Mundial.

## Sepulturas

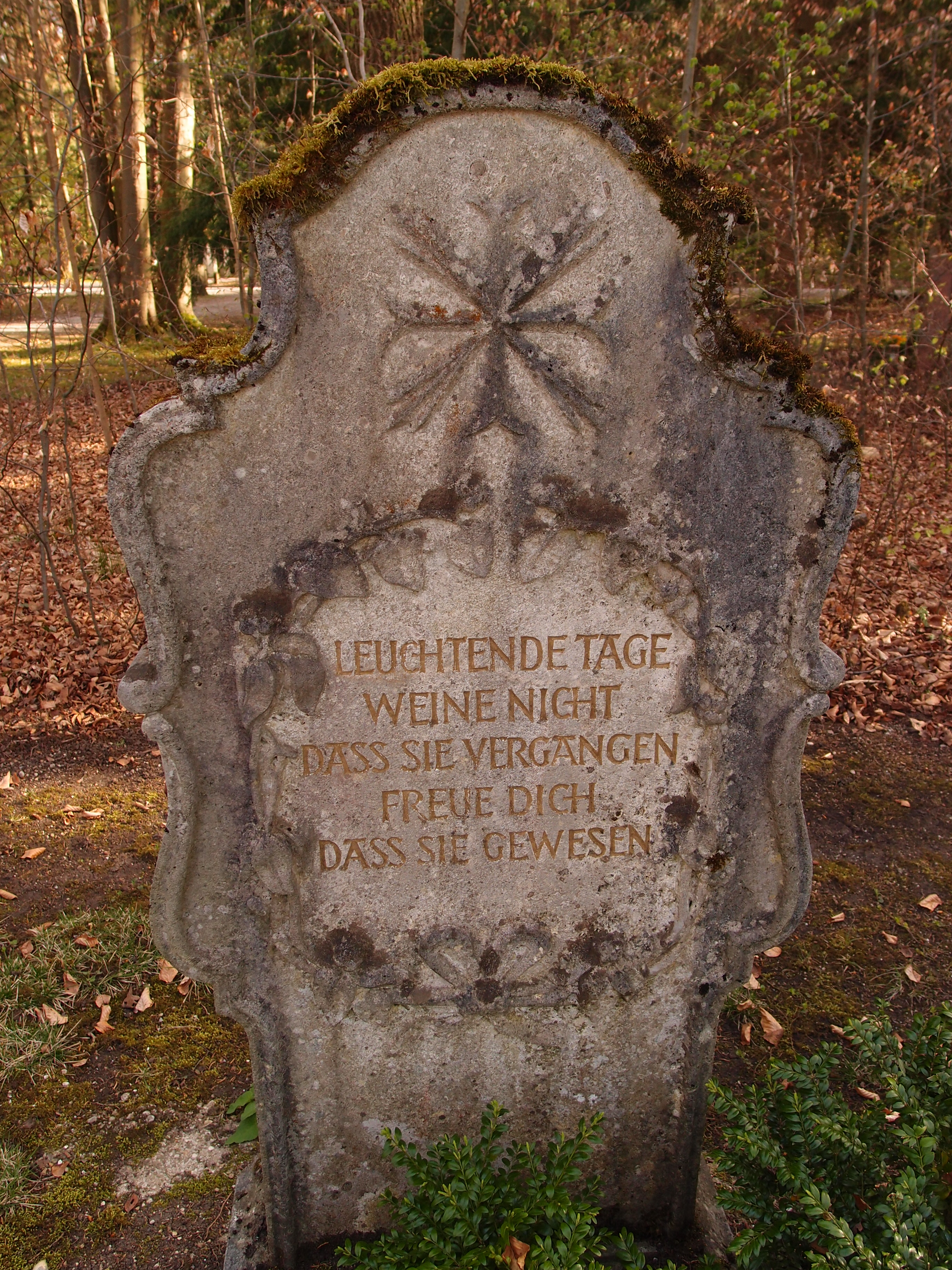
Grabstein

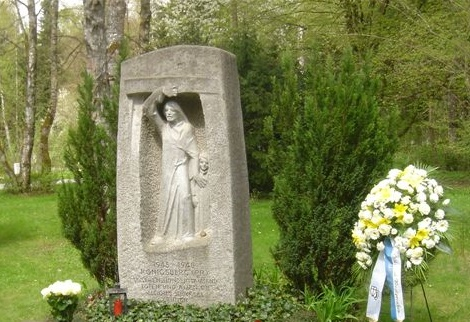
Gedenkstein Königsberg

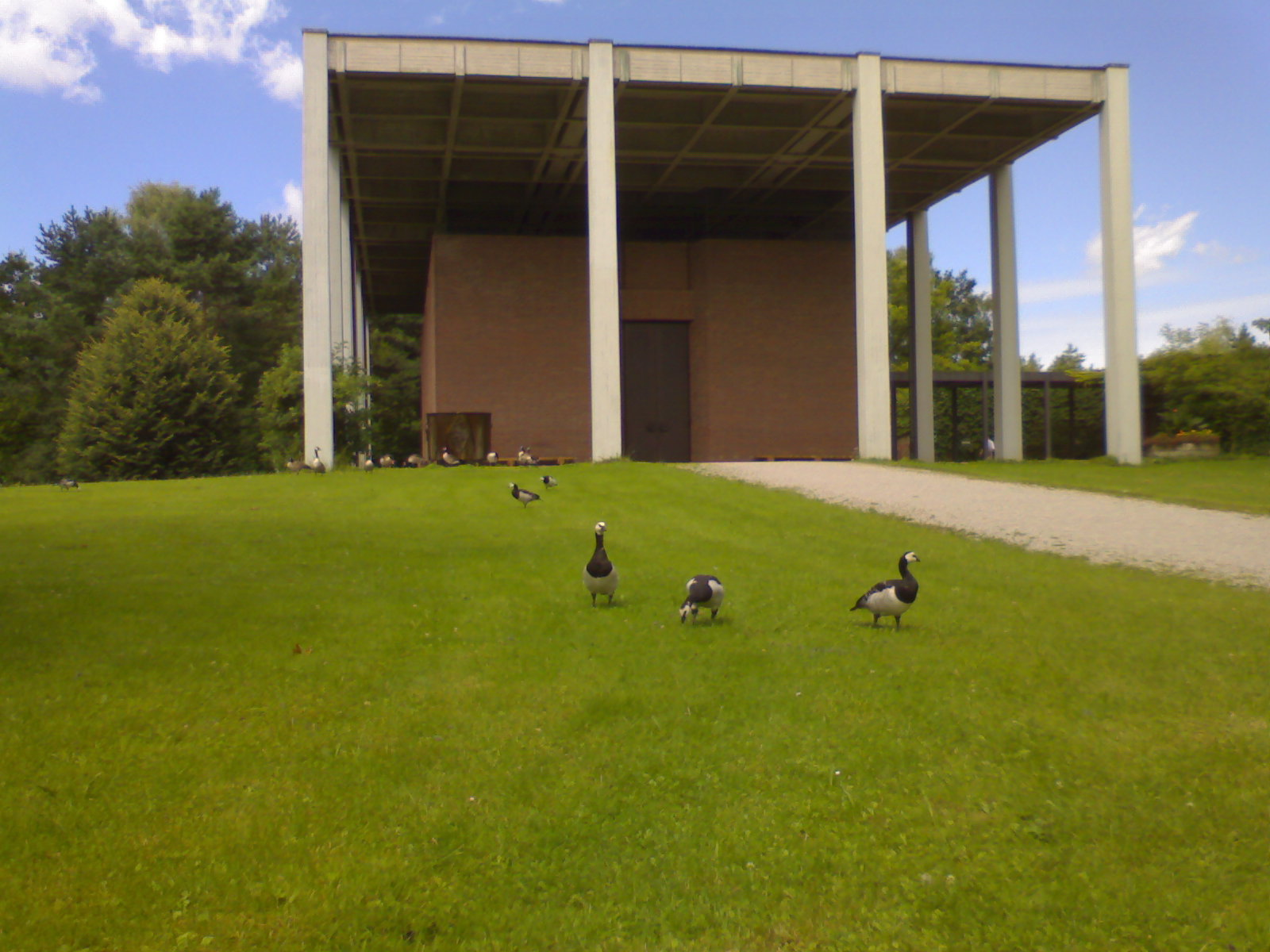
Aussegnungshalle neuer Teil

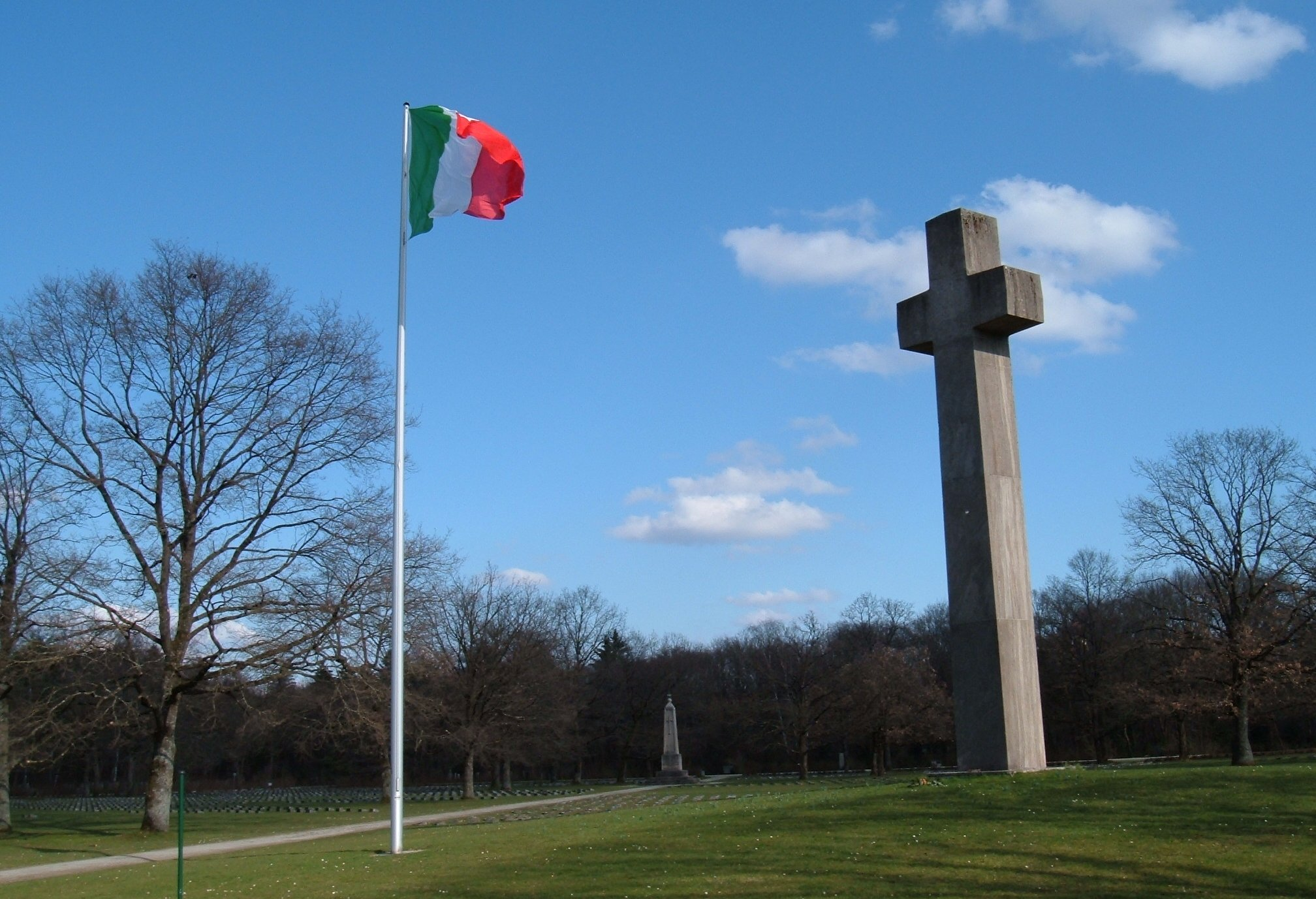
Cimitero Militare Italiano

Monarcas e políticos
Christoph in Bayern
Hans Ehard
Alfons Goppel
Georg von Vollmar
Stepan Bandera
Alfred von Tirpitz
Atores, dubladores e diretores
Leo Bardischewski
Karl Ludwig Diehl
Heidi Brühl
Hansjörg Felmy
Fritz Kortner
Karl Schönböck
Leni Riefenstahl
Paul Verhoeven
Elisabeth Volkmann
Pinkas Braun
Clemens Ostermann
Cantores e compositores
Karl Amadeus Hartmann
Max Reger
Fritz Wunderlich
Hilde Güden
Escritores
Lena Christ
Michael Ende
Werner Finck
Paul Johann Ludwig von Heyse
Frank Wedekind
Empresários
Benno Danner
Jakob Heilmann
Heinrich Hugendubel
Hugo Junkers
Carl Krone
Michael Schottenhamel
Friedrich Wamsler
Cientistas
Werner Heisenberg
Friedrich Hund
Carl von Linde
Artistas e arquitetos
German Bestelmeyer
Willibald Besta
Hans Grässel
Theodor Fischer
Friedrich von Thiersch
Karl Stöhr
Franz von Stuck